# スティーブン・D・リー
スティーブン・ディル・リー（英: Stephen Dill Lee, 1833年9月22日-1908年5月28日）は、アメリカ合衆国の職業軍人であり、南北戦争では南軍で最も若い中将になった。戦後はミシシッピ州の農園主、議会議員およびミシシッピ州A&M大学の学長を務めた。晩年はアメリカ連合国古参兵会の総司令官も務めた。

## 初期の経歴
リーはサウスカロライナ州の歴史の中でも傑出した家柄の出であり、チャールストンで生まれた。1854年に陸軍士官学校を卒業し、第4アメリカ砲兵連隊の中尉として7年間務めた後に、出身州がアメリカ合衆国から脱退した1861年に除隊した。
リーは大尉としてサウスカロライナ州民兵隊に入り、1861年3月に南軍砲兵隊に転属となり、P・G・T・ボーリガード准将の副官とチャールストンの軍隊の総務局長補になった。1861年4月11日、リーはサムター要塞の北軍ロバート・アンダーソン少佐に要塞明け渡しを要求するボーリガードの最後通牒を届けた。アンダーソンはこれを拒否し、南軍が要塞を砲撃し始めて要塞は4月14日に陥落し、南北戦争が始まることになった。

## 南北戦争
リーは1861年遅くにジョセフ・ジョンストン将軍の軍隊でハンプトン・リージョンの軽砲兵隊を指揮した。1862年3月には中佐に昇進し、間もなく北バージニア軍でラファイエット・マクローズ少将師団の砲兵長になった。この師団とまたジョン・マグルーダー准将の下でも、半島方面作戦と七日間の戦いを戦った。1862年7月9日に大佐に昇進し、ジェイムズ・ロングストリート少将軍団で砲兵大隊の指揮を執った。
ロングストリートの下では、第二次ブルランの戦いとアンティータムの戦いに参戦し、アンティータムでは有名なダンカー教会近くの陣地を守るときに傑出した役割を演じた。リーは1862年11月6日に准将に昇進し、ミシシッピ州ヴィックスバーグでジョン・C・ペンバートン中将の砲兵隊指揮を執るよう命じられた。その後、カーター・スティーブンソン少将師団で1個旅団を率いた。リーはそこで絶大な信頼を得て勤務し、チャンピオンヒルの戦いでは肩を負傷し、1863年7月にペンバートンがユリシーズ・グラント少将に降伏するまでヴィックスバーグにいた。リーは捕虜になったが、直ぐに仮釈放され後の10月13日に捕虜交換の対象となった。この保釈期間の8月3日に少将に昇進した。
リーの専門は主に砲兵だったが、どの兵科でもこなし、時には騎兵隊を指揮したし、南西戦線（ミシシッピ、アラバマ、西テネシーおよび東ルイジアナ方面軍）では騎兵隊指揮を任された。1864年2月、その限られた勢力でメリディアンの戦いで北軍ウィリアム・シャーマン少将軍の進行を妨げた後、レオニダス・ポーク中将の代わりにアラバマ、ミシシッピおよび東ルイジアナ方面軍の指揮官に就いた。1864年6月23日、ジョン・ベル・フッド中将がテネシー軍指揮官に昇進し、リーは南軍では最も若い中将になった（このとき30歳）。リーの指揮下にあったネイサン・ベッドフォード・フォレスト少将の部隊がブライス交差点の戦いで大勝利を挙げ、ジョージア州のシャーマン軍を支援する補給線をひどく脅かした。リー個人はフォレストを支援したが、南軍の複合軍がトゥーペロの戦いで北軍アンドリュー・J・スミス少将軍に敗北しシャーマンの補給線は確保された。1週間かそこら後にリーはアトランタ周辺で戦うテネシー軍の元フッドの軍団長を任された。これでリーは軍隊の全兵科、砲兵、騎兵、および歩兵の上級指揮官を経験した数少ない者の一人となった。
アトランタ方面作戦ではエズラ教会の戦いやジョーンズバラの戦いに参戦した。続いてフッドに従ってフランクリン・ナッシュビル方面作戦に進み、第二次フランクリンの戦いやナッシュビルの戦いに参戦し、その後壊走した南軍で部隊を纏め上げ手中に置いた。スプリングヒルの戦いでは足を負傷したが組織だった後衛が危険を脱出するまで指揮を諦めなかった。
傷が快復したリーはカロライナ方面作戦を戦うノースカロライナ州のジョンストン将軍の軍隊に加わり、1865年4月、ベネット・プレースでジョンストンと共に降伏した。

## 戦後
戦後、リーはその妻の出身州であり戦争中もそこでかなりの期間指揮を執ったミシシッピ州に入り、農園経営に没頭した。1880年から1899年はミシシッピ州A&M大学（現在のミシシッピ州立大学）の初代学長を務めた。州上院議員を務めた後に、アメリカ連合国退役兵会の活動的会員となり、その死のときは総司令官だった。
リーは女性の権利促進に貢献し、歴史に付いて書物を著し、またヴィックスバーグ戦場跡の保存に尽くした。リーはビックスバーグで死に、ミシシッピ州コロンバスのフレンドシップ墓地に埋葬されている。
リーはビックスバーグ国立軍事公園の彫像やミシシッピ州立大学ドリル・フィールド中央の胸像で記念されている。ビックスバーグにある南軍退役兵の息子達のスティーブン・D・リー中将キャンプ第545号やカレドニアのスティーブン・D・リー・カレドニア・ライフル・キャンプ第2140号はその栄誉を称えて名付けられた。